# American Magic
American Magic es un equipo de vela de los Estados Unidos que compite en la Copa América.

## Historia
Se creó para competir en la Copa América 2021 en octubre de 2017 por Bella Mente Racing, de John J. "Hap" Fauth; Quantum Racing, de Doug DeVos, y el Club de Yates de Nueva York. El equipo estaba liderado por Roger Penske.
Contó con dos yates de la clase AC75, el "Defiant" y el "Patriot", que requieren una tripulación de 11 regatistas. 
En 2018 comenzó a entrenarse con James Lyne como entrenador y con una plantilla inicial compuesta por Terry Hutchinson como patrón; Dean Barker, Andrew Campbell, Ian Moore y Bora Gulari como cañas y tácticos; Trevor Burd, Maciel Cicchetti, Paul Goodison y David Hughes como trimmers; Matt Cassidy, Sean Clarkson y Jim Turner como especialistas; Cooper Dressler, Luke Muller, Caleb Paine, Luke Payne y Joe Spooner como grinders.
En 2021 sus regatistas fueron: Terry Hutchinson, Dean Barker, Andrew Campbell, Max Agnese, Paul Goodison, Caleb Paine, Alex Sinclair, Anders Gustafsson, Cooper Dressler, Dan Morris, Jim Turner, Luke Payne, Maciel Cicchetti, Matt Cassidy, Nick Dana, Sean Clarkson, Sean O'Halloran, Tim Hornsby, Trevor Burd y Tyson Lamond. Fueron eliminados en las Challenger Selection Series (Copa Prada).
En la Copa América de 2024 volvieron a presentar un desafío, con Terry Hutchinson de patrón y Tom Slingsby, Paul Goodison y Lucas Calabrese de timoneles. Perdieron en las semifinales de la Copa Louis Vuitton ante el Luna Rossa Challenge del Círculo de Vela Sicilia.